# Idiosynkrasiekredit
Der Idiosynkrasiekredit ist in der Soziologie und Sozialpsychologie der Toleranzbereich einer sozialen Gruppe oder Gesellschaft gegenüber der individuellen Abweichung eines Individuums von ihrer Gruppennorm.

## Allgemeines
Dieser „Kredit“ wird durch sozialen Status, Kompetenz und Konformität in der Gruppe erworben und moderiert Sanktionen bei abweichendem Verhalten. Der Begriff steht in engem Zusammenhang mit dem Themengebiet des normativen sozialen Einflusses in der Sozialpsychologie.

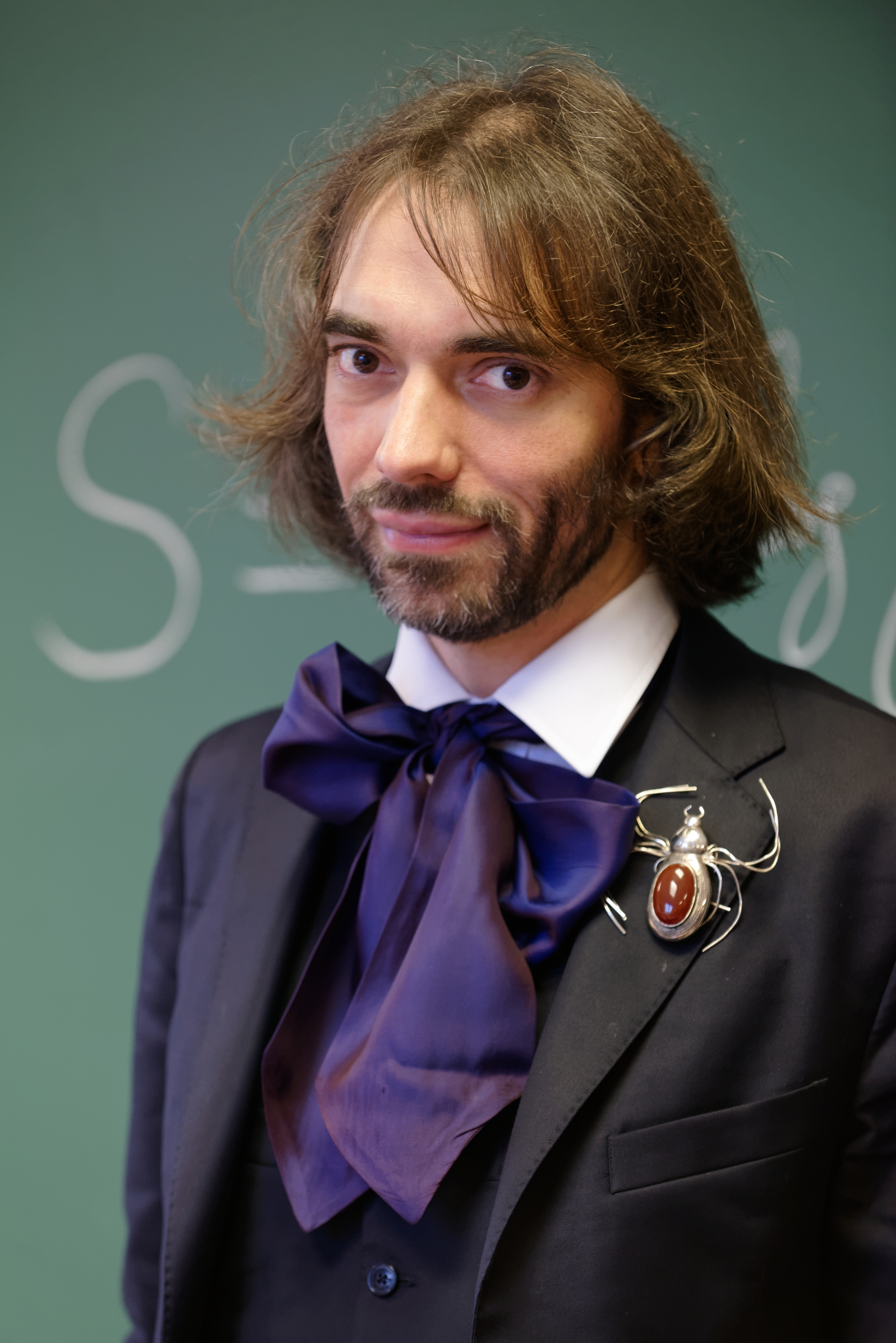
Cédric Villani, vielfach preisgekrönter französischer Mathematiker, dessen von der Norm seiner Zeit abweichender, extravaganter Kleidungsstil aufgrund eines durch besondere Leistungen und besondere Kompetenz erworbenen Idiosynkrasiekredits nicht sozial sanktioniert (i.S. von Ausgrenzung, Abwertung, Ridikülisierung etc.), sondern sozial toleriert wird (Aufnahme von 2015)

## Führungsforschung
In der Führungsforschung findet der Ansatz ebenfalls Anwendung. Dort kann die Führungskraft entsprechend dem Umfang ihres Idiosynkrasiekredits davon ausgehen, dass die geführten Mitarbeiter die Führung als legitim wahrnehmen und sich deshalb entsprechend den Führungsinterventionen verhalten. Der Kredit kann aber z. B. durch Misserfolge aufgebraucht werden. Dann werden sich die eigeninteressegeleiteten Geführten dem Einfluss der Führungskraft soweit möglich entziehen. Die Führungskraft kann den eigenen Idiosynkrasiekredit auch einsetzen, um Führungsverhalten an den Tag zu legen, das üblicherweise nicht honoriert wird und deshalb Kredit konsumiert. Solange das nicht übermäßig geschieht, werden die Geführten trotzdem folgen. Dies lässt sich z. B. bei „abweichendem“ Verhalten im Sinne von Innovation, Organisationsentwicklung und anderen Veränderungsprozessen nutzen, auch wenn die Geführten diesen Anliegen skeptisch bis ablehnend gegenüber stehen.